# Кленівська сільська рада (Богодухівський район)
Клені́вська сільська́ ра́да — адміністративно-територіальна одиниця та орган місцевого самоврядування в Богодухівському районі Харківської області. Адміністративний центр — село Кленове.

## Загальні відомості
- Кленівська сільська рада утворена в 1920 році.
- Територія ради: 53,25 км²
- Населення ради: 1 838 осіб (станом на 2001 рік)
- Територією ради протікає річка Мерла.

## Населені пункти
Сільській раді були підпорядковані населені пункти:
- с. Кленове
- с-ще Володарівка
- с. Мерло
- с. Пісочин
- с-ще Таверівка
- с. Шигимагине

## Склад ради
Рада складалася з 16 депутатів та голови.
- Голова ради: Ярошенко Олександр Іванович

### Керівний склад попередніх скликань
| Прізвище, ім'я, по батькові | Основні відомості                                                                                  | Дата обрання | Дата звільнення |
| --------------------------- | -------------------------------------------------------------------------------------------------- | ------------ | --------------- |
| Ярошенко Олександр Іванович | Сільський голова, 1973 року народження, освіта вища                                                | 26.03.2006   | 31.10.2010      |
| Ярошенко Олександр Іванович | Сільський голова, 1973 року народження, освіта вища, член Всеукраїнського об'єднання «Батьківщина» | 31.10.2010   |                 |

Примітка: таблиця складена за даними сайту Верховної Ради України

### Депутати
За результатами місцевих виборів 2010 року депутатами ради стали:

#### За суб'єктами висування
| Суб'єкт висування                                       | Кількість обраних депутатів | %    |
| ------------------------------------------------------- | --------------------------- | ---- |
| Партія регіонів                                         | 9                           | 56,3 |
| Політична партія Всеукраїнське об'єднання «Батьківщина» | 2                           | 12,5 |
| Соціалістична партія України                            | 2                           | 12,5 |
| Народна партія                                          | 1                           | 6,3  |
| Політична партія «Сильна Україна»                       | 1                           | 6,3  |
| Самовисування                                           | 1                           | 6,3  |

#### За округами
| № округу                                                | Прізвище, ім'я, по батькові       | Дата визнання обраним | Освіта  | Партійна приналежність                        | Відомості про обраного депутата                     |
| ------------------------------------------------------- | --------------------------------- | --------------------- | ------- | --------------------------------------------- | --------------------------------------------------- |
| Народна Партія                                          |                                   |                       |         |                                               |                                                     |
| 6                                                       | Субота Ксенія Михайлівна          | 04.11.2010            | середня | член Народної партії                          | Кленівська сільська рада, касир                     |
| Партія регіонів                                         |                                   |                       |         |                                               |                                                     |
| 1                                                       | Макаренко Анжеліка Віталіївна     | 04.11.2010            | середня | член Партії регіонів                          | тимчасово не працює                                 |
| 4                                                       | Стовба Володимир Сергійович       | 04.11.2010            | вища    | позапартійний                                 | тимчасово не працює                                 |
| 7                                                       | Точоний Олександр Миколайович     | 04.11.2010            | середня | член Партії регіонів                          | тимчасово не працює                                 |
| 10                                                      | Глусцова Наталія Анатоліївна      | 04.11.2010            | вища    | позапартійна                                  | тимчасово не працює                                 |
| 12                                                      | Миренський Олексій Анатолійович   | 04.11.2010            | вища    | позапартійний                                 | тимчасово не працює                                 |
| 13                                                      | Костенко Сергій Васильович        | 04.11.2010            | середня | позапартійний                                 | тимчасово не працює                                 |
| 14                                                      | Шабельник Юлія Олександрівна      | 04.11.2010            | середня | член Партії регіонів                          | тимчасово не працює                                 |
| 15                                                      | Браго Ігор Євгенійович            | 04.11.2010            | вища    | член Партії регіонів                          | тимчасово не працює                                 |
| 16                                                      | Браго Наталія Леонідівна          | 04.11.2010            | вища    | член Партії регіонів                          | Мерлянська загальноосвітня школа, вчитель           |
| Політична партія Всеукраїнське об'єднання «Батьківщина» |                                   |                       |         |                                               |                                                     |
| 9                                                       | Богданов Євгеній Павлович         | 04.11.2010            | середня | член Всеукраїнського об'єднання «Батьківщина» | тимчасово не працює                                 |
| 11                                                      | Гриценко Наталія Миколаївна       | 04.11.2010            | середня | член Всеукраїнського об'єднання «Батьківщина» | фермерське господарство «Муравський шлях», комірник |
| Політична партія «Сильна Україна»                       |                                   |                       |         |                                               |                                                     |
| 2                                                       | Балицький Олександр Володимирович | 04.11.2010            | вища    | член Політичної партії «Сильна Україна»       | Кленівська загальноосвітня школа І-ІІІ ст., вчитель |
| Соціалістична партія України                            |                                   |                       |         |                                               |                                                     |
| 3                                                       | Ярошенко Ольга Геннадіївна        | 04.11.2010            | вища    | член Соціалістичної партії України            | фермерське господарство «Кленівське», бухгалтер     |
| 8                                                       | Сентюріна Світлана Олексіївна     | 04.11.2010            | вища    | член Соціалістичної партії України            | Кленівська сільська рада, секретар                  |
| Самовисування                                           |                                   |                       |         |                                               |                                                     |
| 5                                                       | Точоний Максим Анатолійович       | 04.11.2010            | вища    | позапартійний                                 | тимчасово не працює                                 |